# Keiko Higuchi
Keiko Higuchi (樋口 恵子, Tokio, Japón; 4 de mayo de 1932) es una activista, periodista y escritor japonés. Enseña como profesora en la facultad de letras de la Universidad Kasei de Tokio.

## Carrera
Como activista, se la conoce como feminista, pero desde la década de 1980 está activa en la guerra en torno a las personas mayores y sus familias. Ella es la Secretaria General Representante de una NPO con sede en Japón, la Asociación de Mujeres para una Sociedad de Envejecimiento Mejor (WABAS).
Se graduó en la Facultad de Letras de la Universidad de Tokio en 1956. Mientras estaba oficialmente en el seminario de Estética e Historia del Arte, estudió periodismo en el Instituto de Investigaciones de Periódicos, un instituto de la universidad. Trabajó para Jiji Press, Gakken y Canon respectivamente. Desde 1971 ha sido escritora y crítica independiente, principalmente sobre feminismo, guerra y educación. 
Contribuyó con la pieza "El sol y la sombra" a la antología de 1984 Sisterhood Is Global: The International Women's Movement Anthology, editada por Robin Morgan.
Se postuló para gobernadora de Tokio en 2003 como candidata independiente, sin éxito alguno.

## Publicaciones
- Onna no ko no sodatekata: ai to jiritsu y no shuppatsu, 1978
- Onna no ningen kankeigaku, 1982
- Educar a las niñas: empezar a aspirar al amor y la independencia: situación de la mujer en Japón, 1985
- Sazae-san kara Ijiwaru basan e: onna kodomo no seikatsushi, 1993